# 복카치오 94
"복카치오 94"는 한국에서 제작된 유중환 감독의 1994년 에로, 드라마 영화이다. 이세련 등이 주연으로 출연하였고 김완배 등이 제작에 참여하였다.

## 출연

### 주연
- 이세련
- 고형준
- 김원범
- 박진위

### 조연
- 김경주
- 오미경

## 기타
- 원작자: 임웅순
- 조명: 정덕규